# Schizonycha benguellana
Schizonycha benguellana är en skalbaggsart som beskrevs av Moser 1918. Schizonycha benguellana ingår i släktet Schizonycha och familjen Melolonthidae. Inga underarter finns listade i Catalogue of Life.